# Ernst Alker
Ernst Alker (* 22. Dezember 1895 in Wien; † 5. August 1972 in Cademario) war ein österreichisch-schwedischer Literaturwissenschaftler.

## Leben und Wirken
Alker war der Sohn eines kaiserlichen Rats im k. k. Finanzministerium. Er besuchte ein Gymnasium in Wien und studierte dort anschließend Germanistik und Kunstgeschichte. Alker orientierte sich an dem Literaturwissenschaftler Walther Brecht und erlangte 1918 in Wien den Grad eines Doktors der Philosophie. Einem kurzen Aufenthalt als Privatbibliothekar in Schweden folgte von 1920 bis 1922 der Dienst als unbesoldeter Beamter in der Österreichischen Nationalbibliothek.
Jahre in den Niederlanden brachten ihm 1924 ein weiteres Doktorat („Doctorandus in de letteren en wijsbegeerte“ in Groningen) und eine Stelle als Lehrer für deutsche Sprache und Literatur am Gymnasium in Arnheim. 1929 folgte er einem Ruf an die Städtische Bücherhalle in Leipzig. Dort war er wissenschaftlicher Referent, bis er mit dem 1931 abgelegten sächsischen Bibliothekarsexamen noch im selben Jahr Studienleiter an der Bonner Bibliotheksschule wurde. Hinzu kam im Folgejahr die Tätigkeit als Prüfungskommissär während der Bibliothekarsexamina der Preußischen Staatsbibliothek zu Berlin.
Alker missfiel das Treiben der 1933 an die Macht gekommenen Nationalsozialisten. Er emigrierte 1934 nach Schweden, wo die Universität Lund mit einem Lektorat für deutsche Sprache und Literatur und die Handelshochschule Stockholm, ebenfalls mit einem Lektorat, Stationen waren. 1937 heiratete er die Bibliothekarin Maria Pawelka und nahm 1946 die schwedische Staatsbürgerschaft an.
1946 ergab sich eine Berufung in die Schweiz an die Universität Freiburg als Professor für deutsche Literaturgeschichte, er bekleidete die Stelle bis 1969. Die Arbeit an seinem letzten Werk, für das der Titel Die deutschsprachige Literatur seit dem Jahre 1914 vorgesehen war, konnte er nicht mehr beenden. Das Buch wurde jedoch als Fragment unter dem Titel Profile und Gestalten der deutschen Literatur nach 1914 von Eugen Thurnher herausgegeben.

## Werke (Auswahl)
- Gottfried Keller und Adalbert Stifter, 1923
- Philipp Hafner. Ein altwiener Komödiendichter, 1923
- Franz Grillparzer. Ein Kampf um Leben und Kunst, Marburg 1930
- Geschichte der deutschen Literatur von Goethes Tod bis zur Gegenwart, Bd. 1 u. 2, Stuttgart 1949/50 (2. und 3. Auflage 1962 und 1969 erschienen unter dem Titel Die deutsche Literatur im 19. Jahrhundert; Digitalisat im Internet Archive)
- Profile und Gestalten der deutschen Literatur nach 1914, Alfred Kröner Verlag, Stuttgart 1977